# Eimear Quinn
Eimear Quinn (ur. 18 grudnia 1972 w Dublinie) – irlandzka piosenkarka.
Zwyciężczyni 41. Konkursu Piosenki Eurowizji (1996).

## Życiorys
W wieku czterech lat dołączyła do muzycznego chóru, a jako 15-latka rozpoczęła naukę śpiewu w College of Music pod okiem Jody Beggan. Ukończyła z wyróżnieniem kierunek muzyczny National University of Ireland, Maynooth, a w trakcie studiów założyła zespół Zefiro. W 1995 dołączyła do chóru Anúna, z którym nagrała dwa albumy: Omnis (1996) i Deep Dead Blue (1996) oraz odbyła międzynarodową trasę koncertową po Hiszpanii, Frnacji i Wielkiej Brytanii.
W 1995, podczas świątecznego koncertu w St Patrick’s Cathedral w Dublinie, autor piosenek Brendan Graham, oczarowany głosem Quinn, zaprosił ją do nagrania utworu „The Voice”, który planował zgłosić do programu Eurosong wyłaniającego reprezentanta Irlandii w 41. Konkursie Piosenki Eurowizji. Quinn zwyciężyła w finale krajowych eliminacji, a następnie, reprezentując kraj, zajęła pierwsze miejsce w głosowaniu jurorów, dzięki czemu zwyciężyła w konkursie organizowanym w Oslo. Po zwycięstwie na Eurowizji rozpoczęła współpracę z wieloma międzynarodowymi kompozytorami, m.in. współtworzyła belgijski dramat Stille Waters ze Steve’em Willaertem oraz pracowała z galijskim dudziarzem Carlosem Núñezem i z George’em Martinem w Dublinie.
W 2006 wydała album pt. Gatherings, na którym zawarła utwory nagrane w poprzedniej dekadzie. W grudniu 2007 wydała świąteczny album pt. Oh Holy Night, zawierający kolędy, antyczne pieśni i autorskie kompozycje Quinn. Rok później poprowadziła świąteczny program A Christmas Celebration with Eimear Quinn na kanale RTE One. 19 maja 2011 wystąpiła w Convention Centre w Dublinie przed brytyjską królową Elżbietą II podczas jej wizyty w Irlandii. W maju 2020 wystąpiła w internetowym projekcie Eurovision Home Concerts, w którym wykonała „The Voice” i cover piosenki  Gjon’sa Tearsa „Répondez-moi”.

### Życie prywatne
Poślubiła Noela Currana, producenta telewizyjnego i dyrektora generalnego RTÉ. Mają dwie córki, Marlene (ur. 2012) i Joelene (ur. 2009).

## Dyskografia

### Single
- 1996: „The Voice” – UK #40[12]
- 1996: „Winter, Fire and Snow EP”
- 1997: „Ave Maria”
- 2011: „The Parting Glass”

### Albumy
- 2001: Through the Lens of a Tear
- 2006: Gatherings
- 2007: Oh Holy Night